# Jennifer Morrison
Jennifer Marie Morrison (Chicago, 12 april 1979) is een Amerikaans televisie- en filmactrice en model. Ze speelde sinds de start in 2004 als Allison Cameron een van de hoofdrollen in de televisieserie House. Hiervoor werd ze in 2009 samen met de gehele cast voor een Screen Actors Guild Award genomineerd.
Morrison maakte haar acteerdebuut in 1994 in de film Intersection. Afgezien van eenmalige gastoptredens in verschillende televisieseries, speelde ze tot 2004 hoofdzakelijk in films. Daar kwam verandering in toen Morrison in 2004 gecast werd als de zorgzame Allison Cameron in de televisieserie House. Hiervoor nam ze in 2009 haar honderdste aflevering op. Op 26 september 2009 werd door Fox bekendgemaakt dat Morrisons personage Allison Cameron stopt in het midden van House seizoen 6.
Van 2011 tot 2018 speelde Morrison de hoofdrol in de Amerikaanse tv-serie Once Upon a Time als Emma Swan.

## Privé
Morrison was verloofd met Jesse Spencer, een collega-acteur bij House. In de zomer van 2007 blies het stel de trouwerij echter af. Van mei 2012 tot augustus 2013 datete ze met Sebastian Stan, collega uit de serie Once Upon a Time. Sinds 2019 heeft ze een relatie met acteur Gerardo Celasco.